# Mudan
Mudan (arab. مودان) – miejscowość w Syrii, w muhafazie Hims. W 2004 roku liczyła 1230 mieszkańców.